# ARV-A
ARV-A (/ˈeɪˈɑrˈwiˈeɪ/, произносится «Эй-Ар-Ви-Эй»; аббр. от англ. Armed Robotic Vehicle Assault — «вооружённая роботизированная машина штурмовая») — полноприводная роботизированная боевая машина повышенной проходимости проекта ARV, предназначавшаяся для огневой поддержки мотопехотных подразделений общевойсковых батальонов бригадных тактических групп нового типа (БТГр) Сухопутных войск США, действий в составе боевого разведдозора и других формирований боевого и походного порядка в авангарде наступающих сил. 8 февраля 2007 г. командование Армии США заявило отказ от продолжения финансирования по данному проекту, — как было заявлено ответственными лицами, по экономическим причинам проект не был внесён в план расходов на НИОКР на 2008–2013 гг. После прекращения финансирования программы перевооружения Future Combat Systems, наработки полученные в ходе работы над проектами боевых машин на базе ARV-A и ARV-R, а также более раннего проекта Crusher были использованы в других программах, например, в программе разработки аппаратуры управления подвижными роботизированными единицами бронетехники Robotic Vehicle Control Architecture (RVCA) реализовывавшейся под руководством Инженерного центра исследований и разработки автобронетанковой техники Армии США

## Техническое описание
В плане компоновочной схемы, боевая машина ARV-A представляла собой лёгкий танк, управляемый в ручном или полу-автономном режиме: либо дистанционно оператором, либо (по команде оператора или в случае нарушения работы радиокомандной линии) бортовой аппаратурой управления. Машина разрабатывалась одновременно в двух вариантах: в облегчённом варианте на колёсном шасси, масса которой по разным данным составляла от 8,5 до 9,3 тонн, и в тяжёлом варианте на гусеничном шасси, — в таком виде её боевая масса превышала 13 тонн, отчего данную модель машины называли как «штурмовой», так и «тяжёлой» (ARV-H, где H является сокр. от Heavy — «тяжёлая»). Для колёсного варианта ARV-A был взят за основу опытный прототип боевой машины Crusher, которая также создавалась в рамках проекта ARV, но другими научно-исследовательскими и опытно-конструкторскими учреждениями, а именно Национальным инженерным центром робототехники при университете Карнеги — Меллон, который курируется Агентством по перспективным оборонным научно-исследовательским разработкам США. Основой для гусеничного варианта ARV-A в исходном его исполнении послужил бронетранспортёр M113A3, шасси которого, в модифицированном виде, стало фундаментом для разработки ходовой части машины. Гусеничная платформа носила название ART, колёсная платформа называлась ARV. Силовое отделение машины в вариантах на гусеничном ходу располагалась в кормовой части корпуса, у колёсных вариантов прорабатывалось как кормовое расположение двигательной установки, так и расположение её в передней части корпуса. При этом название машины в любых вариантах исполнения было одинаковым и вариант названия ARV-H использовался крайне редко и скорее во избежание путаницы, нежели в качестве официального наименования.

## Назначение
Помимо обеспечения огневой поддержки мотопехотных подразделений, действующих на технике или в пешем строю, ARV-A могла самостоятельно вести разведку, размещать различного рода контрольно-измерительную аппаратуру (датчики и сенсоры), вести огонь прямой наводкой (пулемётный, пушечный и ракетный обстрел, а также стрельба специальными боеприпасами) по противнику на открытой местности и в укрытиях. Сектор обстрела в горизонтальной и вертикальной плоскостях позволял вести огонь из автоматического оружия во всей верхней полусфере, т. о. зона поражения башенного вооружения целиком совпадала с зоной видимости целей в пределах эффективной дальности стрельбы имеющегося стрелково-пушечного вооружения (в пространственном выражении имела форму купола, а не калача), что позволяло вести непрерывный заградительный или сопровождающий зенитный огонь по низколетящим воздушным целям. Кроме того, радиоаппаратура позволяла ARV-A выполнять функции ретранслятора радиосигнала в системе связи подразделения, части или соединения.

## Бортовое оборудование
- Электронно-оптическая/инфракрасная станция наземной разведки средней дальности действия (Medium Range EO/IR);
- Система распознавания и идентификации целей «свой—чужой» (Target Recognition System);
- Система управления огнём FCS Mk 92 (Fire Control System);
- Постановщик дымовых помех M6 (Countermeasure Discharger);
- Другое контрольно-измерительное оборудование.

## Вооружение
Стрелково-пушечное
- Курсовой пулемёт M240 под патрон 7,62 × 51 мм: эффективная дальность стрельбы — 1800 м, возимый боекомплект — 600 патронов, вес возимого боекомплекта — 15,3 кг;
- Автоматическая пушка Mk 44 под патрон снаряд 30-мм
- Автоматический гранатомёт XM307 под гранаты 25 × 59 мм: эффективная дальность стрельбы — 2000 м, возимый боекомплект — 300 гранат, вес возимого боекомплекта — 15 кг и;

Ракетное управляемое
- Противотанковый ракетный комплекс с четырьмя ракетами:

- AGM-114 Hellfire: эффективная дальность стрельбы — 8000 м, вес возимого боекомплекта — 196 кг;
- AGM-169 Joint Common Missile (перспективный, разработка отменена): эффективная дальность стрельбы — 12000–16000 м, вес возимого боекомплекта — 196 кг.

Ракетное неуправляемое
- Одноразовое реактивное орудие — орудийный блок (Line of Sight Launcher);
- Устройство для отстрела специальных боеприпасов.

## Производственный план
Срок изготовления и поставки опытной партии машин ARV-A и ARV-R в войска был сокращён на два года раньше запланированного срока (в 2010 вместо 2012 г.). Для этих целей компании-производителю — BAE Systems — по решению командования Армии США дополнительно выделялось $122 млн денежных средств Государственного бюджета США. Тем временем, Министерство обороны США выразило обеспокоенность по поводу того, что машины на платформе ARV не смогут удовлетворить требованиям тактико-технического задания. Согласно докладу, обнародованному Управлением испытаний и оценки перспективных вооружений и военной техники МО США в 2004 г. по результатам проведённых испытаний, слабым звеном проекта стала универсальная автономная система навигации, сбои в работе которой приводили к отклонению роботизированных средств от маршрута следования и рассогласованию параметров их движения (направления, скорости и т. д.) с конвенциональной военной техникой, что было категорически неприемлемо ввиду того, что машины на платформе ARV задумывались не автономным боевым средством, а полуавтономным средством сопровождения и поддержки мотопехотных подразделений низшего тактического звена «отделение—взвод». Кроме того, нерешённой оставалась проблема «тактического поведения», — оценки обстановки и принятия решений искусственным интеллектом машины в условиях потери сигнала с пульта управления оператора, — под которой подразумевались систематические сбои в работе бортовой аппаратуры распознавания и идентификации целей, что в перспективе, с высокой долей вероятности могло привести к открытию машиной огня по личному составу и технике собственного подразделения и соседних подразделений. Со своей стороны, представители BAE Systems заявили, что они «активно занимаются этим вопросом» и что эксперты МО США, по всей видимости, использовали устаревшую информацию при подготовке своего доклада.

## Сравнительная характеристика
| Общие сведения и сравнительная тактико-техническая характеристика машин на базе роботизированной транспортной платформы MULE, разрабатывавшихся в рамках проектов MULE и ARV целевых программ перевооружения Армии США Future Combat Systems (FCS) и Early Infantry Brigade Combat Team (E-IBCT) | Общие сведения и сравнительная тактико-техническая характеристика машин на базе роботизированной транспортной платформы MULE, разрабатывавшихся в рамках проектов MULE и ARV целевых программ перевооружения Армии США Future Combat Systems (FCS) и Early Infantry Brigade Combat Team (E-IBCT) | Общие сведения и сравнительная тактико-техническая характеристика машин на базе роботизированной транспортной платформы MULE, разрабатывавшихся в рамках проектов MULE и ARV целевых программ перевооружения Армии США Future Combat Systems (FCS) и Early Infantry Brigade Combat Team (E-IBCT) | Общие сведения и сравнительная тактико-техническая характеристика машин на базе роботизированной транспортной платформы MULE, разрабатывавшихся в рамках проектов MULE и ARV целевых программ перевооружения Армии США Future Combat Systems (FCS) и Early Infantry Brigade Combat Team (E-IBCT) | Общие сведения и сравнительная тактико-техническая характеристика машин на базе роботизированной транспортной платформы MULE, разрабатывавшихся в рамках проектов MULE и ARV целевых программ перевооружения Армии США Future Combat Systems (FCS) и Early Infantry Brigade Combat Team (E-IBCT) | Общие сведения и сравнительная тактико-техническая характеристика машин на базе роботизированной транспортной платформы MULE, разрабатывавшихся в рамках проектов MULE и ARV целевых программ перевооружения Армии США Future Combat Systems (FCS) и Early Infantry Brigade Combat Team (E-IBCT) | Общие сведения и сравнительная тактико-техническая характеристика машин на базе роботизированной транспортной платформы MULE, разрабатывавшихся в рамках проектов MULE и ARV целевых программ перевооружения Армии США Future Combat Systems (FCS) и Early Infantry Brigade Combat Team (E-IBCT) | Общие сведения и сравнительная тактико-техническая характеристика машин на базе роботизированной транспортной платформы MULE, разрабатывавшихся в рамках проектов MULE и ARV целевых программ перевооружения Армии США Future Combat Systems (FCS) и Early Infantry Brigade Combat Team (E-IBCT) | Общие сведения и сравнительная тактико-техническая характеристика машин на базе роботизированной транспортной платформы MULE, разрабатывавшихся в рамках проектов MULE и ARV целевых программ перевооружения Армии США Future Combat Systems (FCS) и Early Infantry Brigade Combat Team (E-IBCT) |
| Наименование машины | Наименование машины | MULE-T | MULE-C | ARV-A-L | ARV-A | ARV-H | ARV-R | Crusher |
| --- | --- | --- | --- | --- | --- | --- | --- | --- |
| Индекс заказчика | Индекс заказчика | XM1217 | XM1218 | XM1219 | индекс не присваивался | индекс не присваивался | индекс не присваивался | индекс не присваивался |
| Изображение | | | | | | | | |
| Назначение | Назначение | транспортная | инженерная | боевая разведывательная | боевая | боевая | боевая разведывательная | многоцелевая |
| База | База | колёсная | колёсная | колёсная | колёсная | гусеничная | колёсная | колёсная |
| База | База | колёсная | гусеничная | колёсная | колёсная | гусеничная | колёсная | колёсная |
| Головная организация (генподрядчик работ) | Головная организация (генподрядчик работ) | Lockheed Martin Missiles and Fire Control Systems, Inc. | Lockheed Martin Missiles and Fire Control Systems, Inc. | Lockheed Martin Missiles and Fire Control Systems, Inc. | BAE Systems, Inc. | BAE Systems, Inc. | BAE Systems, Inc. | CMU |
| Государственный контракт | дата заключения | 18 августа 2003 | 18 августа 2003 | 18 августа 2003 | 15 августа 2005 | 15 августа 2005 | 15 августа 2005 | |
| Государственный контракт | дата расторжения | 2009 | 2009 | 2010 | 8 февраля 2007 | | 8 февраля 2007 | |
| Задействованные структуры (субподрядчики) | разработчик | Teledyne Brown Engineering, Inc. | Teledyne Brown Engineering, Inc. | Teledyne Brown Engineering, Inc. | United Defense Industries, Inc. | United Defense Industries, Inc. | United Defense Industries, Inc. | NREC |
| Задействованные структуры (субподрядчики) | система автономной навигации | General Dynamics Robotics Systems, Inc. | General Dynamics Robotics Systems, Inc. | General Dynamics Robotics Systems, Inc. | General Dynamics Robotics Systems, Inc. | General Dynamics Robotics Systems, Inc. | General Dynamics Robotics Systems, Inc. | General Dynamics Robotics Systems, Inc. |
| Задействованные структуры (субподрядчики) | бортовая аппаратура и программное обеспечение | Austin Info Systems, Inc., Raytheon Co., Textron Systems Corp. | Austin Info Systems, Inc., Raytheon Co., Textron Systems Corp. | Austin Info Systems, Inc., Raytheon Co., Textron Systems Corp. | Austin Info Systems, Inc., Raytheon Co., Textron Systems Corp. | Austin Info Systems, Inc., Raytheon Co., Textron Systems Corp. | Austin Info Systems, Inc., Raytheon Co., Textron Systems Corp. | |
| Задействованные структуры (субподрядчики) | бортовая аппаратура и программное обеспечение | | Omnitech Robotics International LLC | | | | | |
| Задействованные структуры (субподрядчики) | системный интегратор | Boeing Co., Science Applications International Corp. | Boeing Co., Science Applications International Corp. | Boeing Co., Science Applications International Corp. | Boeing Co., Science Applications International Corp. | Boeing Co., Science Applications International Corp. | Boeing Co., Science Applications International Corp. | Boeing Co., Science Applications International Corp. |
| Программа опытно-конструкторских работ | Программа опытно-конструкторских работ | Multifunction Utility/Logistics and Equipment | Multifunction Utility/Logistics and Equipment | Multifunction Utility/Logistics and Equipment | Armed Robotic Vehicle | Armed Robotic Vehicle | Armed Robotic Vehicle | Armed Robotic Vehicle |
| Общая стоимость программы НИОКР, млн долл. | Общая стоимость программы НИОКР, млн долл. | 261,7 | 261,7 | 261,7 | 318,3 | 318,3 | 318,3 | 35 |
| Госзаказ на серийное производство, ед. | Госзаказ на серийное производство, ед. | 567 | 477 | 702 | 675 | 675 | 675 | н/д |
| Парк бригады нового состава по штату, ед. | Парк бригады нового состава по штату, ед. | 90 | 90 | 18 | 18 | н/д | 27 | н/д |
| Боевая масса, кг | Боевая масса, кг | 3323 | 3323 | 3175 | 9300 | 13000 | 8437 | 6350 |
| Габариты | длина, мм | 4340 | 4353,56 | 4353,56 | 4470,4 | 6019,8 | 4470,4 | 5105,4 |
| Габариты | ширина, мм | 2242,82 | 2413 | 2242,82 | 2514,6 | 2514,6 | 2514,6 | 2590,8 |
| Габариты | высота, мм | 1968,5 | 2524,76 | 2567,94 | 2451,1 | 2451,1 | 2451,1 | 1524 |
| Ходовые качества | скорость по шоссе, км/ч | 65 | | | | | | |
| Ходовые качества | скорость по пересечённой местности, км/ч | 48 | | | | | | 42 |
| Ходовые качества | запас хода по шоссе, км | 200 | 200 | 200 | 400 | 400 | 400 | |
| Ходовые качества | запас хода по пересечённой местности, км | 100 | 100 | 100 | | | | |
| Вооружение на борту | стрелково-пушечное | не предусматривалось | не предусматривалось | 25-мм автоматический гранатомёт XM307 или | 30/40-мм автоматическая пушка Mk 44 или другая аналогичного типа и | 30/40-мм автоматическая пушка Mk 44 или другая аналогичного типа и | 25-мм автоматический гранатомёт XM307 или | 12,7-мм крупно-калиберный тяжёлый пулемёт M2HB |
| Вооружение на борту | стрелково-пушечное | не предусматривалось | не предусматривалось | 7,62-мм единый пулемёт M240 | | | | 12,7-мм крупно-калиберный тяжёлый пулемёт M2HB |
| Вооружение на борту | управляемое ракетное | не предусматривалось | не предусматривалось | 4 × ПТУР FGM-148 Javelin P3I (разрабатывалась) или | 4 × ПТУР AGM-114 Hellfire или | 4 × ПТУР AGM-114 Hellfire или | не предусматривалось | не предусматривалось |
| Вооружение на борту | управляемое ракетное | не предусматривалось | не предусматривалось | 4 × ПТУР CKEM (разрабатывалась) | 4 × ПТУР AGM-169 Joint Common Missile (разрабатывалась) | 4 × ПТУР AGM-169 Joint Common Missile (разрабатывалась) | не предусматривалось | не предусматривалось |
| Система управления | Система управления | автономная навигационная система ANS + радиокомандное управление AN/PSW-2 | автономная навигационная система ANS + радиокомандное управление AN/PSW-2 | автономная навигационная система ANS + радиокомандное управление AN/PSW-2 | автономная навигационная система ANS + радиокомандное управление AN/PSW-2 | автономная навигационная система ANS + радиокомандное управление AN/PSW-2 | автономная навигационная система ANS + радиокомандное управление AN/PSW-2 | автономная навигационная система ANS + радиокомандное управление AN/PSW-2 |
| Источники информации - Griffin, Terry. Unmanned Ground Vehicles (англ.) (недоступная ссылка — история). // Army AL&T Magazine : Acquisition, Logistics & Technology. — Fort Belvoir, VA: ASAALT, January-February 2004. — P.42–43 — ISSN 0892-8657. - BAE Systems Contract For FCS Armed Robotic Vehicle Rises to $311.3M (англ.) (недоступная ссылка — история). (электронный ресурс) // Defense Industry Daily : Department of Defense & Industry Daily News. — Defense Industry Daily, LLC, August 18, 2005. - Teledyne Brown Engineering Awarded Future Combat Systems (FCS) Subcontract for $1.5 million Takes Advantage of Strategic Strengths in Modeling and Simulation (англ.). (электронный ресурс) // Teledyne Technologies Official Web-site. — Huntsville, Alabama: Teledyne Technologies Incorporated, September 10, 2004. - Nance, Scott. BAE Systems Wins $122.3 Million FCS Pact (англ.). // Defense Today : August 16, 2005. — Vol.26 — No.156 — P.1-2. - Hearing on National Defense Authorization Act for Fiscal Year 2007 and Oversight of Previously Authorized Programs before the Committee on Armed Services, House of Representatives, 109th Congress, 2nd Session: Tactical Air and Land Forces Subcommittee, Hearing on Future Combat Systems, Modularity and Force Protection Initiatives, April 4, 2006 (англ.). — H.A.S.C. No. 109-74 — Washington, D.C.: U.S. Government Printing Office, 2006. — Vol.4 — P.93–94,117 — 148 p. - UPI: UGCV PerceptOR Integration : UGCV PerceptOR Integration Crusher (англ.). — Pittsburgh, PA: National Robotics Engineering Center, 2006. — 4 p. - Crusher Unmanned Ground Combat Vehicle Unveiled (англ.). — Arlington, VA: Defense Advanced Research Projects Agency, April 28, 2006. — 2 p. - Lussier, Frances M. The Army's Future Combat Systems Program and Alternatives (англ.). — Congressional Budget Office Study. — Washington, D.C.: U.S. Government Printing Office, August 2006. — P.24–25,30 — 107 p. — (A CBO Study). - Development and Utilization of Robotics and Unmanned Ground Vehicles (англ.). — Washington, D.C.: Office of the Under Secretary of Defense, October 2006. — 58 p. - Armed Robotic Vehicle (ARV) BAE Systems (англ.). (электронный ресурс) // Defense Update : International, Online Defense Magazine, 2007. - Byers, D. Brian. Multifunctional Utility/Logistics and Equipment (MULE) Vehicle Will Improve Soldier Mobility, Survivability and Lethality (англ.) // Army AL&T Magazine : Acquisition, Logistics & Technology. — Fort Belvoir, VA: ASAALT, April-June 2008. — Special Issue: Future Combat Systems — Cornerstone of Army Modernization. — P.27–29 — ISSN 0892-8657. - Office of the Secretary of Defense Unmanned Systems Roadmap (2009–2034) (англ.). — Washington, D.C.: Office of the Secretary of Defense, 2009. — P.113,118,127 — 195 p. - Connors, Shaun C. ; Foss, Christopher F. Jane’s Military Vehicles and Logistics 2011–2012 (англ.). — 32nd Rev. ed. — L.: Jane’s Information Group, 2011. — 1035 p. — ISBN 978-0-7106-2952-4. - Cancellation of the Army’s Autonomous Navigation System (англ.). — GAO Report No. GAO-12-851R. — Washington, D.C.: U.S. Government Accountability Office, August 2, 2012. — P.3 — 10 p. | | | | | | | | |